# Podprefektura Sōya
Podprefektura Sōya (jap. 宗谷総合振興局 Sōya-sōgō-shikō-kyoku) – podprefektura w Japonii, na wyspie Hokkaido. Jest to najbardziej wysunięta na północ podprefektura w Japonii. Ma powierzchnię 4 626,09 km². W 2020 r. mieszkało w niej 62 140 osób, w 29 684 gospodarstwach domowych  (w 2010 r. 73 447 osób, w 32 302 gospodarstwach domowych) .
W podprefekturze znajdują się dwa lotniska: Wakkanai w stolicy podprefektury, mieście Wakkanai oraz Rishiri w Rishirifuji.

## Podział administracyjny
W skład podprefektury wchodzi 1 większe miasto (shi), 8 mniejszych miast (chō) i 1 gmina wiejska (mura).
| Nazwa              | Nazwa                  | Nazwa      | Powierzchnia (km²) | Ludność | Kod jednostki | Mapa |
| Polska nazwa       | Rōmaji                 | Kanji      | Powierzchnia (km²) | Ludność | Kod jednostki | Mapa |
| ------------------ | ---------------------- | ---------- | ------------------ | ------- | ------------- | ---- |
| Esashi             | Esashi-chō             | 枝幸町     | 1 115,93           | 7 565   | 01514         |      |
| Hamatonbetsu       | Hamatonbetsu-chō       | 浜頓別町   | 401,64             | 3 448   | 01512         |      |
| Horonobe           | Horonobe-chō           | 幌延町     | 574,10             | 2 371   | 01520         |      |
| Nakatonbetsu       | Nakatonbetsu-chō       | 中頓別町   | 398,51             | 1 637   | 01513         |      |
| Rebun              | Rebun-chō              | 礼文町     | 81,64              | 2 509   | 01517         |      |
| Rishiri            | Rishiri-chō            | 利尻町     | 76,50              | 2 004   | 01518         |      |
| Rishirifuji        | Rishirifuji-chō        | 利尻富士町 | 105,62             | 2 458   | 01519         |      |
| Sarufutsu          | Sarufutsu-mura         | 猿払村     | 589,99             | 2 611   | [01511        |      |
| Toyotomi           | Toyotomi-chō           | 豊富町     | 520,69             | 3 974   | 01516         |      |
| Wakkanai (stolica) | Wakkanai-shi           | 稚内市     | 761,47             | 33 563  | 01214         |      |
| Podprefektura Sōya | Sōya-sōgō-shinkō-kyoku | 檜山振興局 | 4 626,09           | 62 140  | 01510         |      |